# Глазчатый псаммодискус
Глазчатый псаммодискус (лат. Psammodiscus ocellatus) — вид лучепёрых рыб монотипического  рода псаммодискусов семейства камбаловых.
Донная тропическая рыба, которая живёт на песчаном дне в восточной части Индийского океана и западной части Тихого океана, в частности, Индонезии и северо-западной Австралии. Может достигать 15 сантиметров в длину. Рыба является съедобной.